# Jōwa (Ära)
Jōwa (japanisch 貞和, auch Teiwa) ist eine japanische Ära (Nengō) von November 1345 bis April 1350 nach dem gregorianischen Kalender. Der vorhergehende Äraname ist Kōei, die nachfolgende Ära heißt Kan’ō. Die Ära fällt in die Regierungszeit des Thronprätendenten Kōmyō.
Der erste Tag der Jōwa-Ära entspricht dem 15. November 1345, der letzte Tag war der 3. April 1350. Die Jōwa-Ära dauerte sechs Jahre oder 1601 Tage.

## Ereignisse
- 1348 Kusunoki Masatsura besiegt Hosokawa Akiuji und Yamana Tokiuji in einer Schlacht bei Sakainoura
- 1348 Schlacht von Shijōnawate
- 1348 Sukō wird Thronprätendent